# Fundación Konex
La Fundación Konex fue creada en Buenos Aires, Argentina, en 1980 por Luis Ovsejevich, con el propósito de promover, estimular, colaborar, participar e intervenir en toda clase de iniciativas, obras y empresas de carácter cultural, educacional, intelectual, artístico, social, filantrópico, científico o deportivo en sus expresiones más jerarquizadas.

## Premios Konex
La actividad más destacada es el otorgamiento anual de los Premios Konex que se conceden a personalidades e instituciones distinguidas en todas las ramas del quehacer argentino. Los premios comenzaron a otorgarse en 1980 y cada año se premia una actividad diferente, repitiéndose la misma cada diez años del siguiente modo:
- 1980-89, se premió a los mejores de la Historia de cada disciplina.
- 1990-99, se premió a los mejores de la última década.
- 2000-09, se premia a los mejores de la última década, y así en forma indefinida a partir del año 2010.

| Año  | Actividad                           | Año  | Actividad                           | Año  | Actividad                           | Año  | Actividad                           | Año  | Actividad                           |
| ---- | ----------------------------------- | ---- | ----------------------------------- | ---- | ----------------------------------- | ---- | ----------------------------------- | ---- | ----------------------------------- |
| 1980 | Deportes                            | 1990 | Deportes                            | 2000 | Deportes                            | 2010 | Deportes                            | 2020 | Deportes                            |
| 1981 | Espectáculos                        | 1991 | Espectáculos                        | 2001 | Espectáculos                        | 2011 | Espectáculos                        | 2021 | Espectáculos                        |
| 1982 | Artes visuales                      | 1992 | Artes visuales                      | 2002 | Artes visuales                      | 2012 | Artes visuales                      | 2022 | Artes visuales                      |
| 1983 | Ciencia y tecnología                | 1993 | Ciencia y tecnología                | 2003 | Ciencia y tecnología                | 2013 | Ciencia y tecnología                | 2023 | Ciencia y tecnología                |
| 1984 | Letras                              | 1994 | Letras                              | 2004 | Letras                              | 2014 | Letras                              | 2024 | Letras                              |
| 1985 | Música popular                      | 1995 | Música popular                      | 2005 | Música popular                      | 2015 | Música popular                      | 2025 | Música popular                      |
| 1986 | Humanidades                         | 1996 | Humanidades                         | 2006 | Humanidades                         | 2016 | Humanidades                         | 2026 | Humanidades                         |
| 1987 | Comunicación - Periodismo           | 1997 | Comunicación - Periodismo           | 2007 | Comunicación - Periodismo           | 2017 | Comunicación - Periodismo           | 2027 | Comunicación - Periodismo           |
| 1988 | Instituciones - Comunidad - Empresa | 1998 | Instituciones - Comunidad - Empresa | 2008 | Instituciones - Comunidad - Empresa | 2018 | Instituciones - Comunidad - Empresa | 2028 | Instituciones - Comunidad - Empresa |
| 1989 | Música clásica                      | 1999 | Música clásica                      | 2009 | Música clásica                      | 2019 | Música clásica                      | 2029 | Música clásica                      |

## Actividades

### Ciclo Vamos a la Música
En 1991 se inicia el ciclo «Vamos a la Música».
Se presentan óperas, ballets, conciertos, tango y comedia adaptados para el público infantil, con el propósito de promover en los niños el conocimiento y la adhesión a estos géneros relevantes de la expresión artística.
Así se dan los ciclos «Vamos a la Opera», «Vamos al Ballet», «Vamos al Concierto», «Vamos al Tango», «Vamos a la Comedia» y cuando se lo presenta en el Teatro Colón, son denominados «Vamos al Colón».

### Festivales Konex de Música Clásica
Desde 2015 realiza Festivales de Música Clásica en Ciudad Cultural Konex. Cada edición se dedica a un compositor o período particular de la música académica, tales como Mozart (2016), Beethoven (2017), el Barroco (2018), Chopin y el Romanticismo (2019), Tchaikovsky (2021) y Verdi - Wagner (2022).

### Colección de Pintura Argentina
Se ha formado una colección de pintura argentina integrada por sus más altos exponentes. La colección la integran más de 200 pinturas. Tiene carácter de itinerante. En septiembre de 2001 se la expuso en Shanghái (China). En enero-abril de 2003 se la exhibió en Mar del Plata (Argentina).

### Ciudad Cultural Konex

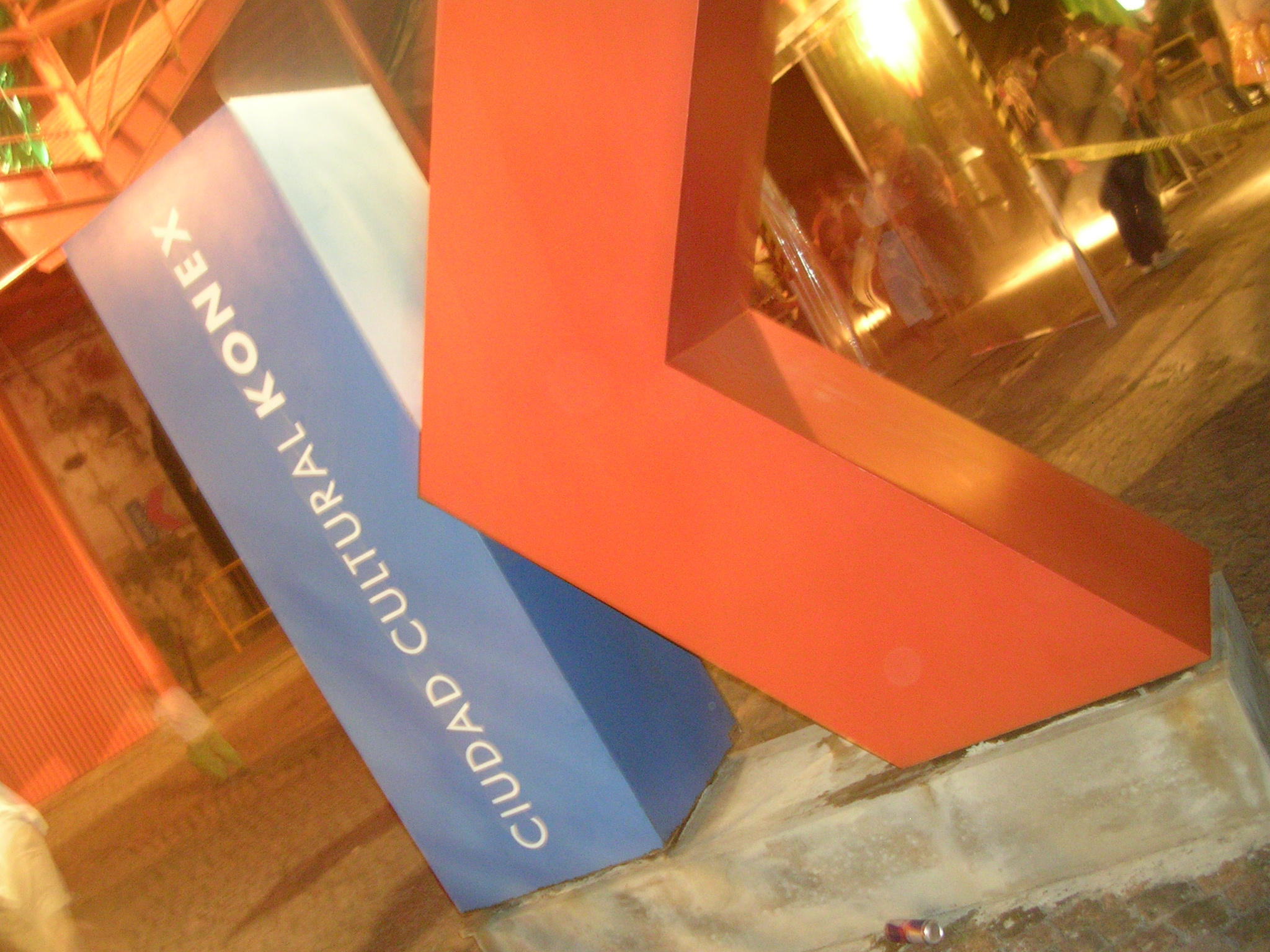
Ciudad Cultural Konex

En 2005 se abrió la Ciudad Cultural Konex, un espacio donde conviven y se interrelacionan todo tipo de expresiones culturales con el objetivo común de aportar al enriquecimiento cultural y artístico de la comunidad.

### Libros publicados
La Fundación Konex ha editado libros de arte, deportes y espectáculos, entre otros.
- "El Libro de los Premios Konex. Quién es Quién. 30 años": Contiene las biografías (más de 3000) y reseñas de todos los premiados y jurados con sus respectivas fotografías desde su creación en 1980 hasta 2009. El libro es una edición bilingüe de 584 páginas.
- "El Libro de los Premios Konex 1980-2007": Contiene la nómina de todos los premiados y jurados con sus respectivas fotografías desde su creación en 1980 hasta 2007. Cada año de premiación tiene un prólogo escrito por quien fue el presidente del Gran Jurado o un integrante del mismo. El libro es una edición bilingüe de 488 páginas e incluye una addenda del año 2008.
- "100 Obras Maestras, 100 Pintores Argentinos (1810 - 1994)": Es una compilación de las obras de arte más importantes de la historia de la pintura argentina.
- "Libros de Oro": Publicados en 1980, 1981 y 1982, el primero es dedicado a la historia del deporte argentino, el segundo al espectáculo teatral, radial y televisivo y el tercero a las artes visuales argentinas.

### Otras actividades
Además de estas acciones, ha instituido becas a la investigación científica y a las artes. 
Da su apoyo al deporte, las artes visuales, la ciencia y tecnología, la música clásica, la comunidad, las letras y las humanidades.